# توریلیا
توریلیا (به ایتالیایی: Torriglia) یک کومونه در ایتالیا است که در استان جنوا واقع شده‌است.

## خصوصیات
توریلیا ۵۸٫۸ کیلومترمربع مساحت و ۲٬۲۰۷ نفر جمعیت دارد و ۷۶۹ متر بالاتر از سطح دریا واقع شده‌است.